# Definice kruhem

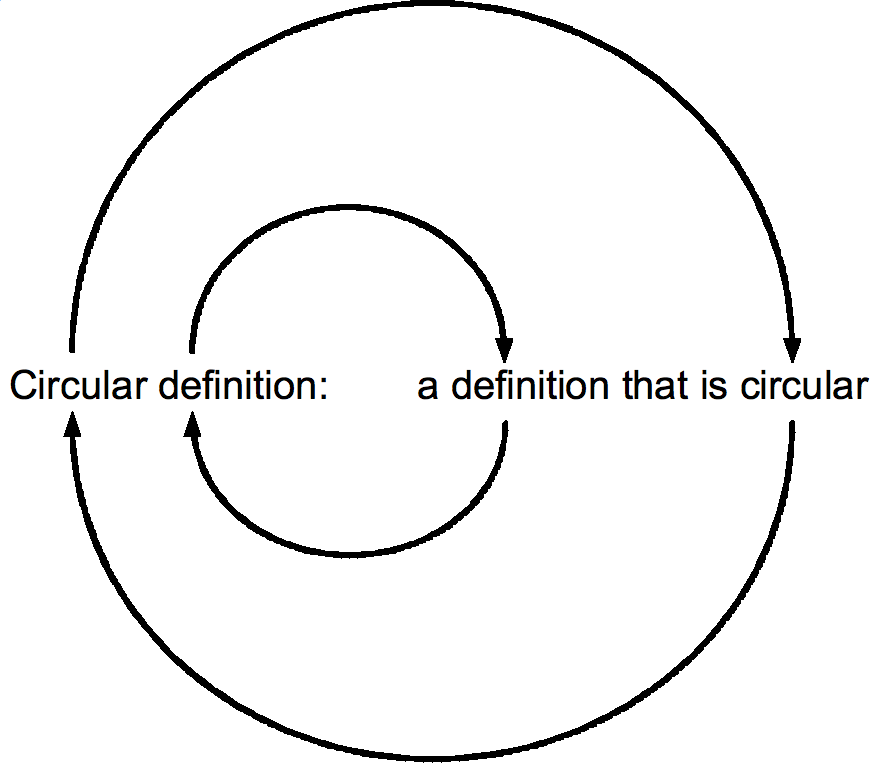
Ilustrace podstaty problému „definice kruhem“ (circular definition).

Definice kruhem je logický klam, ve kterém se definice zpětně odkazuje na pojem, který má sama vysvětlovat, nestačí tedy sama o sobě na dostatečnou definici pojmu a předpokládá jeho předchozí znalost. Takto „definovaný“ pojem pak nemá žádný smysluplný obsah. Mezi jednoduché případy lze uvést „stařec je starý člověk“, „nespavost je, když někdo nespí“, nebo „definice kruhem je logický omyl, kdy je pojem definován kruhem“.
Definice kruhem však může mít i nenápadnější podobu. Dlouhá léta byl například kilogram definován jako hmotnost jednoho litru vody při určitém tlaku, jednotka tlaku je však pascal, což je newton na metr čtvereční, kde newton je síla potřebná ke zrychlení 1 kg na 1 m·s−2 – kruh se uzavírá.
Nejkratší možná definice kruhem je „viz: viz viz“ (stojí za povšimnutí, že kruh se zde uzavírá již druhým slovem definice).
Příbuzný definici kruhem je důkaz kruhem, kdy tvrzení, které je dokazováno, je také využito při důkazu samotném.